# Do It for Your Lover

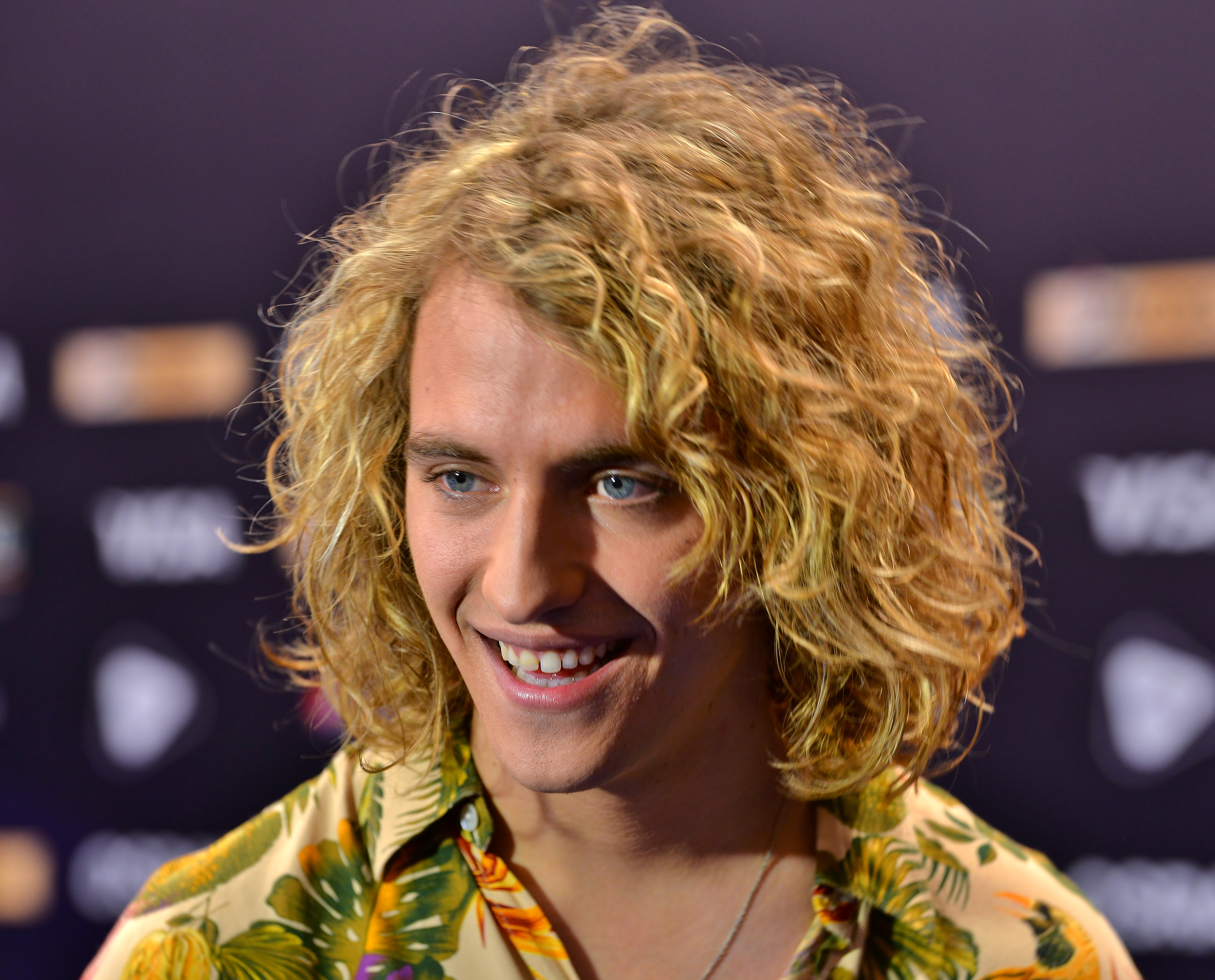
Manel Navarro, intérprete de la canción, durante una rueda de prensa del Festival de la Canción de Eurovisión 2017.

«Do It for Your Lover» —[duː ɪt fɔː(ɹ) jɔː ˈlʌvɚ]; en español: «Hazlo por tu amante»— es una canción compuesta e interpretada en español e inglés por Manel Navarro. Se lanzó como sencillo el 13 de enero de 2017 mediante Sony Music Spain. Fue elegida para representar a España en el Festival de la Canción de Eurovisión de 2017 tras ganar la final nacional española, Objetivo Eurovisión 2017, el 11 de febrero de 2017. Destaca por ser la peor canción que ha representado a España en Eurovisión, otorgando el peor resultado histórico en el festival.
El videoclip de la canción fue grabado en diferentes localizaciones de Tenerife, especialmente en el macizo de Anaga y en El Porís (Arico).

## Festival de Eurovisión

### Festival de la Canción de Eurovisión 2017
Esta fue representación española en el Festival de Eurovisión 2017, interpretada por Manel Navarro.
El país no tuvo que participar en ninguna semifinal, ya que, al ser miembro del «Big Five», tenía el pase garantizado para la final.
El tema fue interpretado en 16º lugar durante la final el 13 de mayo, precedido por Grecia con Demy interpretando «This Is Love» y seguido por Noruega con JOWST y Aleksander Walmann interpretando «Grab the Moment». Al final de las votaciones, la canción había recibido 5 puntos (5 del televoto y ninguno del jurado), y quedó en 26º puesto (último).

## Formatos
| Descarga digital |                        |          |  |
| N.º              | Título                 | Duración |  |
| 1.               | «Do It for Your Lover» | 3:24     |  |

## Listas

### Semanales
| País   | Asociación         | Lista            | Primera semana        | Posición | Semanas | Última semana        | Ref.   |
| España | Promusicae         | Top 50 Radio     | 14 de enero de 2017   | 38       | 3       | 4 de febrero de 2017 | [ 8 ]  |
| España | Los 40 Principales | Lista los 40     | 14 de enero de 2017   | 19       | 18      | 13 de mayo de 2017   | [ 9 ]  |
| España | Hung Medien        | Top 50 Canciones | 19 de febrero de 2017 | 8        | 2       | 7 de mayo de 2017    | [ 10 ] |
| España | Hung Medien        | Top 20 Físico    | 7 de mayo de 2017     | 1        | -       | -                    | [ 11 ] |

## Historial de lanzamiento
| Región  | Fecha               | Formato          | Discográfica     | Ref.  |
| ------- | ------------------- | ---------------- | ---------------- | ----- |
| Mundial | 13 de enero de 2017 | Descarga digital | Sony Music Spain | [ 1 ] |